# الجبال الخضراء
الجبال الخضراء هي سلسلة جبال في ولاية فيرمونت في الولايات المتحدة الأمريكية تمتد هذه السلسة الجبلية بشكل أساسي من جنوب البلاد إلى شمالها وتحاذي حوالي 250 ميلاً (400 كم) من الحدود في ماساتشوستس مع الحدود في كيبيك، كندا. يُعرف الجزء من نفس السلسة الموجودة في ماساتشوستس وكونيتيكت باسم (Berkshires) أو Berkshire Hills (مع جزء كونيتيكت، ومعظمه في مقاطعة ليتشفيلد، ويسمى محليًا شمال غرب هيلز أو ليتشفيلد هيلز) وجزء كيبيك تسمى جبال ساتون، أو مونتس سوتون بالفرنسية 
غالبًا ما يُشار إلى جميع الجبال في ولاية فيرمونت باسم «الجبال الخضراء» أو «الخضراء» لأنه حتى مع تساقط الثلوج في فصل الشتاء تخفي الأشجار الثلوج وتظهر بلونها الاخضر الجميل. ومع ذلك، فإن السلسلة الجبلية الأخرى داخل ولاية فيرمونت، بما في ذلك تاكونكس - في أقصى جنوب غرب ولاية فيرمونت - وشمال شرق المرتفعات، ليست جزءًا جيولوجيًا من الجبال الخضراء.

## الجبال

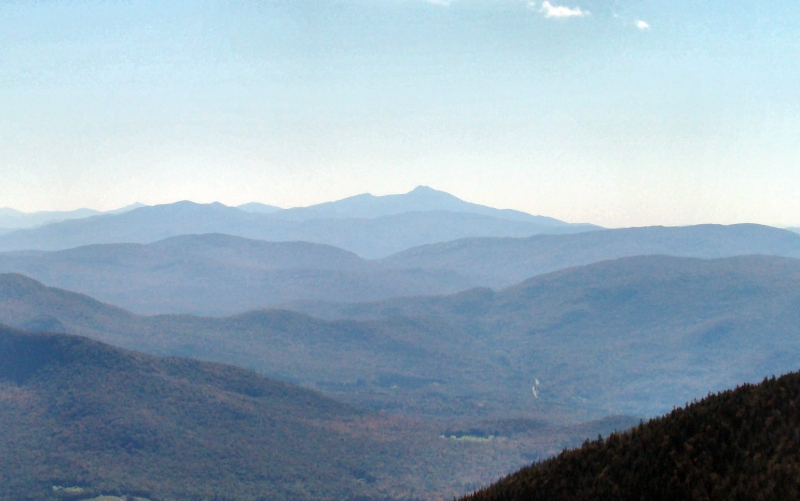
الجبال الخضراء باتجاه الجنوب من قمة جاي

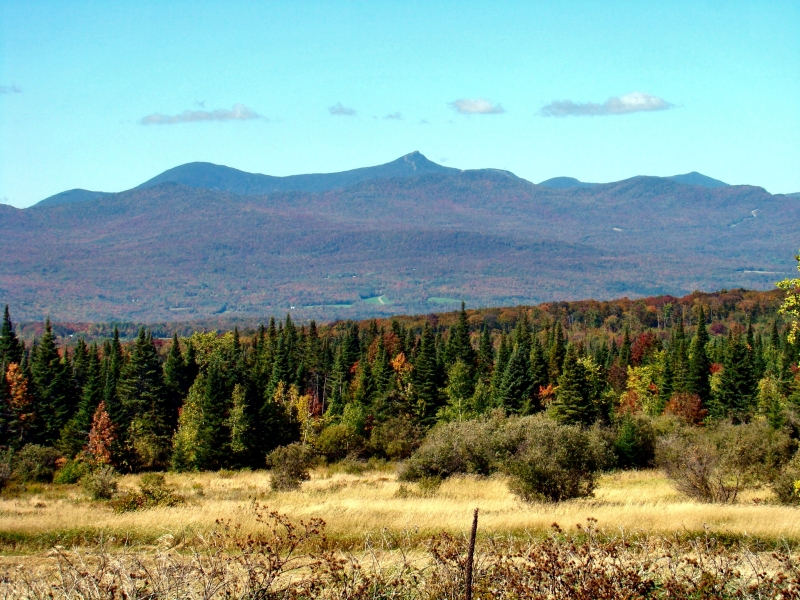
جاي بيك ، تقع في الطرف الشمالي من الجبال الخضراء في ولاية فيرمونت

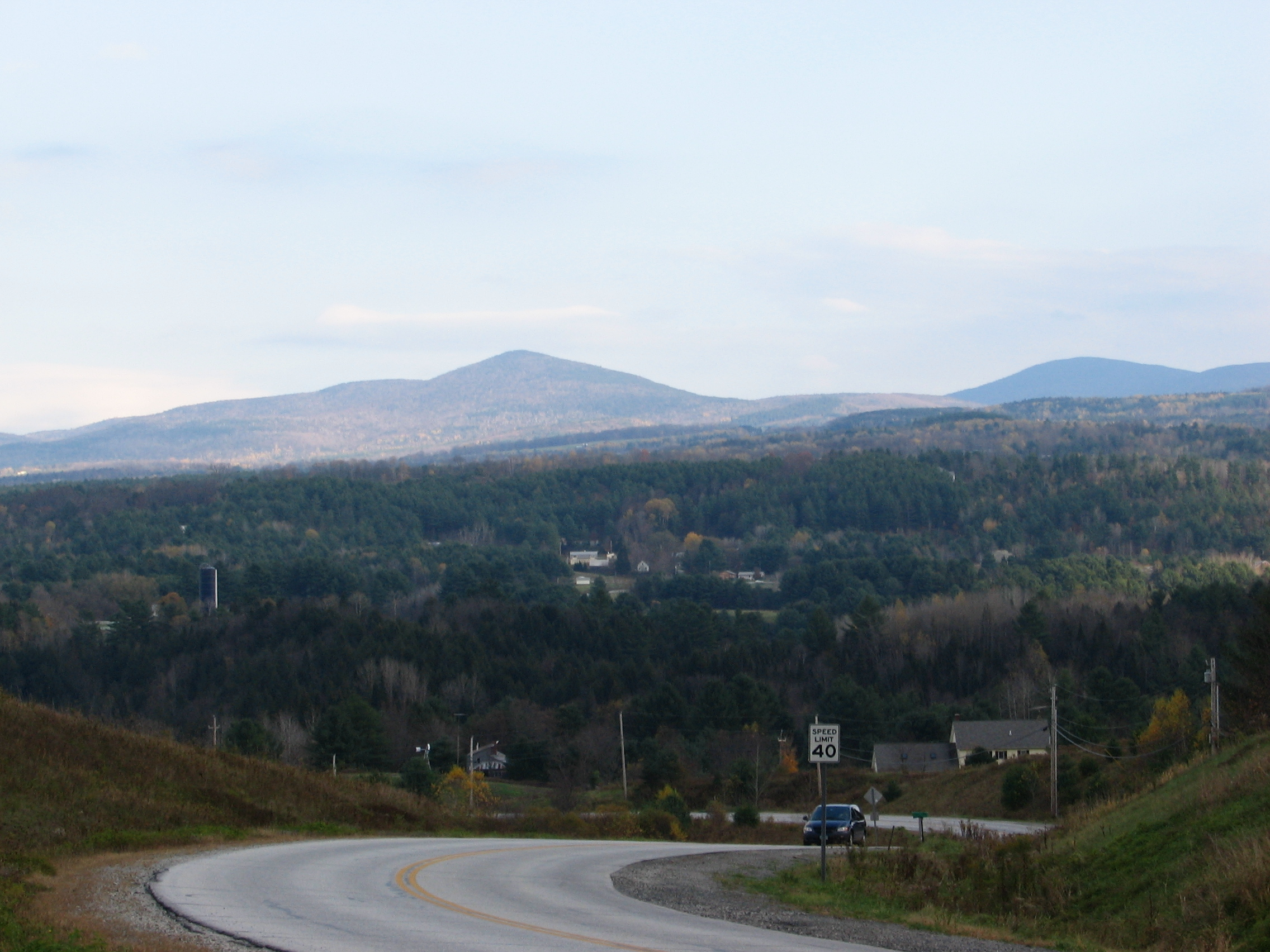
الجبال الخضراء خارج مونبلييه ، فيرمونت

تعتبر هذه الجبال الأكثر شهرة - لأسباب عديده مثل الارتفاع العالي، وسهولة الوصول إليها عن طريق البر أو الممر (خاصة الممر الطويل وممر أبالاتشيان)، أو عن طريق منتجعات التزلج أو البلدات القريبة - في السلسلة الجبلية ومنها ما يلي:
1. جبل مانسفيلد، 4,395 قدم (1,340 م) ، أعلى نقطة في ولاية فيرمونت
2. قمة 4,241 قدم (1,293 م) ، 4,241 قدم (1,293 م)
3. حدبة الجمل، 4,084 قدم (1,245 م)
4. جبل إلين، 4,083 قدم (1,244 م)
5. جبل إبراهيم، 4,017 قدم (1,224 م)
6. قمة بيكو، 3,957 قدم (1,206 م)
7. جبل ستراتون، 3,940 قدم (1,200 م) ، الجبل الذي ولدت فيه الأفكار الأولية لكل من الممر الطويل وممر الآبالاش
8. جاي بيك، 3,862 قدم (1,177 م) ، يتلقى أكبر تساقط للثلوج في المتوسط في شرق الولايات المتحدة.[6][7]
9. جبل رغيف، 3,835 قدم (1,169 م)
10. جبل ويلسون، 3,780 قدم (1,150 م)
11. جبل غلاستينبري، 3,748 قدم (1,142 م)
12. جبل بورك، 3,280 قدم (1,000 م)

الجبال الخضراء هي جزء من جبال الآبالاش، وهي سلسة جبلية تمتد من كيبيك شمالاً إلى ألاباما جنوباً. الجبال الخضراء هي جزء من المنطقة الجولوجية لغابات نيو إنجلاند / أكاديان.
وتشمل ثلاث قمم جبلية وهي: - جبل مانسفيلد، وجبل الجمل، وجبل أبراهام - تدعم نباتات جبال الألب. [بحاجة لمصدر]

## الاماكن السياحة
تم تطوير بعض الجبال للتزلج والأنشطة الأخرى المتعلقة بالثلج. كما يوجد مساحات واسعة لممارسة رياضة المشي في فصل الصيف  يتم عبور جميع القمم الرئيسية بواسطة Long Trail ، وهو مسار المشي في البرية الذي يمتد من الحدود الجنوبية إلى الشمالية للدولة ويتداخل مع طريق Appalachian Trail في المنتصف من طوله تقريباً.

## التاريخ
كانت جمهورية فيرمونت، والمعروفة أيضًا باسم جمهورية الجبل الأخضر، موجودة من 1777 إلى 1791، وفي ذلك الوقت أصبحت ولاية فيرمونت الولاية الرابعة عشرة.

لا تأخذ فيرمونت فقط لقب الولاية («ولاية الجبل الأخضر») من الجبال، بل تحمل اسمها. تتم ترجمة دومو اخضر الفرنسية أو اخضر دومو حرفيا «الجبل الأخضر». تم اقتراح هذا الاسم في عام 1777 من قبل الدكتور توماس يونغ، وهو ثوري أمريكي ومشارك في حفل شاي بوسطن. يشار إلى جامعة فيرمونت وكلية الزراعة الحكومية باسم UVM ، بعد الجامعة اللاتينية Viridis Montis (جامعة الجبال الخضراء).

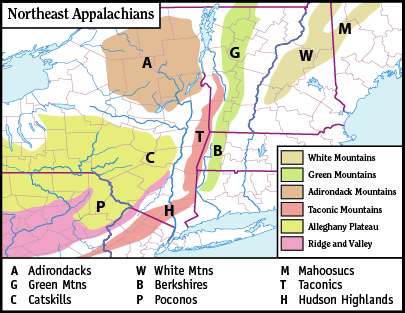
خريطة للمناطق الرئيسية من جبال الأبلاش الشمالية

## الجيولوجيا والجغرافيا الطبيعية
الجبال الخضراء هي قسم فسيولوجي في مقاطعة نيو إنجلاند الكبرى، والتي بدورها جزء من القسم الفسيوغرافي الأبلاشي الأكبر.
يمر ليمون فير عبر مدن أورويل، وسودبوري، وشورهام، وبريدبورت، وكورنوال ، فيرمونت، قبل أن يتدفق إلى أوتر كريك. [بحاجة لمصدر] [بحاجة لتوضيح] القصة هي أن اسمها مشتق من التقريب الصوتي للمستوطنين الناطقين بالإنجليزية المبكر "Les Monts Verts". [بحاجة لمصدر]

## روابط خارجية
- U.S. Geological Survey Geographic Names Information System: Green Mountains
- "Green Mountains" . The New Student's Reference Work . 1914. {{استشهاد بموسوعة}}: يحتوي الاستشهاد على وسيط غير معروف وفارغs: |HIDE_PARAMETER10=، |HIDE_PARAMETER4=، |HIDE_PARAMETER2=، |HIDE_PARAMETER11=، |HIDE_PARAMETER13=، |HIDE_PARAMETER8=، |HIDE_PARAMETER9=، |HIDE_PARAMETER5=، |HIDE_PARAMETER1=، |HIDE_PARAMETER3=، |HIDE_PARAMETER7=، |HIDE_PARAMETER6=، و|HIDE_PARAMETER12= (مساعدة)